# Liste der Kulturdenkmale in Leippen
In der Liste der Kulturdenkmale in Leippen sind die Kulturdenkmale des Nossener Ortsteils Leippen verzeichnet, die bis April 2021 vom Landesamt für Denkmalpflege Sachsen erfasst wurden (ohne archäologische Kulturdenkmale). Die Anmerkungen sind zu beachten.
Diese Aufzählung ist eine Teilmenge der Liste der Kulturdenkmale in Nossen.

## Leippen
| Bild           | Bezeichnung                                                                                                  | Lage                     | Datierung                 | Beschreibung | ID       |
| -------------- | --- | ------------------------ | ------------------------- | --- | -------- |
| Weitere Bilder | Seitengebäude eines ehemaligen Vierseithofes                                                                 | Leippen 7 (Karte)        | 1. Hälfte 19. Jahrhundert | Obergeschoss Fachwerk, baugeschichtlich von Bedeutung | 09268196 |
| Weitere Bilder | Wohnstallhaus eines ehemaligen Vierseithofes und Torpfeiler zum Acker                                        | Leippen 8 (Karte)        | 1. Hälfte 19. Jahrhundert | Stattliches Gebäude mit schönem Segmentbogenportal, Obergeschoss Fachwerk, Drillingsfenster (Palladiomotiv) im Giebel, baugeschichtlich von Bedeutung, Krüppelwalmdach. Gartenhaus vor 2011 abgebrochen. | 09268195 |
| Weitere Bilder | Wohnhaus | Leippen 12 (Karte)       | 1. Hälfte 19. Jahrhundert | Obergeschoss Fachwerk (auch im Giebel), baugeschichtlich von Bedeutung | 09268194 |
| Weitere Bilder | Lindigt-Gut: Wohnstallhaus eines ehemaligen Vierseithofes, sowie Bergkeller und Bauerngarten mit Einfriedung | Leippen 16 (Karte)       | Bezeichnet mit 1803       | Stattliches Gebäude, verputzter Massivbau mit Segmentbogenportal, Dachhäuschen mit Sonnenuhr, zur Rückseite Obergeschoss teilweise Fachwerk, letzter Bestandteil eines ehemaligen Großbauernhofes auf freiem Feld zwischen Leippen und Ziegenhain, landschaftsgestaltend, baugeschichtlich und ortsgeschichtlich von Bedeutung | 09268359 |
| Weitere Bilder | Brücke über das Schänitzer Wasser oder den Leippenbach                                                       | Leippen 16 (bei) (Karte) | 19. Jahrhundert           | Baugeschichtlich von Bedeutung | 09269831 |

## Tabellenlegende
- Bild: Bild des Kulturdenkmals, ggf. zusätzlich mit einem Link zu weiteren Fotos des Kulturdenkmals im Medienarchiv Wikimedia Commons. Wenn man auf das Kamerasymbol klickt, können Fotos zu Kulturdenkmalen aus dieser Liste hochgeladen werden:
- Bezeichnung: Denkmalgeschützte Objekte und ggf. Bauwerksname des Kulturdenkmals
- Lage: Straßenname und Hausnummer oder Flurstücknummer des Kulturdenkmals. Die Grundsortierung der Liste erfolgt nach dieser Adresse. Der Link (Karte) führt zu verschiedenen Kartendiensten mit der Position des Kulturdenkmals. Fehlt dieser Link, wurden die Koordinaten noch nicht eingetragen. Sind diese bekannt, können sie über ein Tool mit einer Kartenansicht einfach nachgetragen werden. In dieser Kartenansicht sind Kulturdenkmale ohne Koordinaten mit einem roten bzw. orangen Marker dargestellt und können durch Verschieben auf die richtige Position in der Karte mit Koordinaten versehen werden. Kulturdenkmale ohne Bild sind an einem blauen bzw. roten Marker erkennbar.
- Datierung: Baubeginn, Fertigstellung, Datum der Erstnennung oder grobe zeitliche Einordnung entsprechend des Eintrags in der sächsischen Denkmaldatenbank
- Beschreibung: Kurzcharakteristik des Kulturdenkmals entsprechend des Eintrags in der sächsischen Denkmaldatenbank, ggf. ergänzt durch die dort nur selten veröffentlichten Erfassungstexte oder zusätzliche Informationen
- ID: Vom Landesamt für Denkmalpflege Sachsen vergebene, das Kulturdenkmal eindeutig identifizierende Objekt-Nummer. Der Link führt zum PDF-Denkmaldokument des Landesamtes für Denkmalpflege Sachsen. Bei ehemaligen Kulturdenkmalen können die Objektnummern unbekannt sein und deshalb fehlen bzw. die Links von aus der Datenbank entfernten Objektnummern ins Leere führen. Ein ggf. vorhandenes Icon  führt zu den Angaben des Kulturdenkmals bei Wikidata.